# Jianbian Nongchang (bondby i Kina, Heilongjiang Sheng, lat 49,96, long 125,39)
Jianbian Nongchang (kinesiska: 建边农场) är en bondby i Kina. Den ligger i provinsen Heilongjiang, i den nordöstra delen av landet, omkring 480 kilometer norr om provinshuvudstaden Harbin. Antalet invånare är 8 935. Befolkningen består av 4 366 kvinnor och 4 569 män. Barn under 15 år utgör 13,0 %, vuxna 15-64 år 79 %, och äldre över 65 år 6,0 %.
Runt Jianbian Nongchang är det ganska glesbefolkat, med 34 invånare per kvadratkilometer. Det finns inga andra samhällen i närheten. Trakten runt Jianbian Nongchang består till största delen av jordbruksmark.
Genomsnittlig årsnederbörd är 759 millimeter. Den regnigaste månaden är juli, med i genomsnitt 203 mm nederbörd, och den torraste är januari, med 10 mm nederbörd.